# 克里斯蒂安·卡伦布
克里斯蒂安·拉利·卡凱·卡倫布（法語：Christian Lali Kake Karembeu，1970年12月3日—；又译卡兰姆布）是一名出生於新喀里多尼亞的前職業足球員，1995年和1998年大洋洲足球先生得主，曾代表過法國國家隊出賽。1998年同时获得欧冠冠军和世界杯冠军。

## 生平
卡倫布出生於南太平洋新喀里多尼亞。由於新喀里多尼亞屬於法國，故此卡倫布擁有法國國籍。他起先效力法國球會南特，1995年轉投意大利球會森多利亞。當時他曾被西甲超級球會皇家馬德里斟介，其間卡倫布一度跟森多利亞鬧僵，但最後仍能於1997年成功轉會。
加盟皇馬第一季卡倫布一度備受矚目，尤其是當年他曾兩度獲得大洋洲足球先生(1995、1998)，致使他入選法國國家隊出戰1998年世界杯前，成為國家隊焦點。不過當屆世界杯雖然由法國取得冠軍，但風頭卻被其他國家隊隊友如施丹、比堤、巴夫斯、利沙拉素等等蓋過了。及後數年他一直被皇馬投置閒散，2000年更被賣往英超下游球會米杜士堡。
雖然在米杜士堡期間他上陣33場入了4球，但這時年事已高，2001年起他轉投了多家球會，包括希臘的奧林比亞高斯、瑞士的塞維特和法國下游球會巴斯蒂亞。卡倫布於2005年10月13日宣佈退役。
2009年8月，英超球會阿仙奴宣佈卡林保加盟兵工廠，作為球會的球探。

## 榮譽
- 大洋洲足球先生：1995、1998
- 世界杯冠軍：1998
- 歐洲國家杯冠軍：2000